# Adib Shishakli
Adib Bin Hassan Al-Shishakli (en árabe: أديب بن حسن الشيشكلي‎), (Hama, Siria otomana, 1909 - Ceres, Goiás, Brasil, 27 de septiembre de 1964) fue un líder militar sirio y presidente de Siria en el periodo 1953-1954.

## Primeros años
Aunque nació en la Siria otomana y es considerado sirio, su origen es dudoso. Su apellido Shishakli es un apellido común turco, y se escribe como Çiçekli en turco. Çiçek significa flor en turco y Çiçekli (también transcrito como Shishakli) significa florido. El hecho conocido acerca de su familia es su que padre Ali Hasan Shishakli era un turco, que nació en Ankara, y su madre era de origen sirio.[cita requerida] Se suele argumentar que su familia era una familia sirio-kurda notable.[cita requerida] Sin embargo, esta afirmación es cuestionable, ya que su padre era un hombre turco y del origen étnico de su madre sólo se conoce que era siria. Era una familia que vivió en el sanjacado de Hama, valiato (provincia otomana) de Siria, ya que durante su infancia, Siria era parte del Imperio otomano.

## Carrera política y militar
Shishakli fue nombrado oficial en el Ejército sirio francés en 1930, durante el Mandato francés de Siria. Estudió en la Academia Militar de Damasco (que más tarde fue trasladada a Homs) y se convirtió en uno de los primeros miembros del Partido Social Nacionalista Sirio (SSNP) de Antun Saadeh, promoviendo el concepto de la Gran Siria. Su hermano Salah también fue un miembro destacado del SSNP. Después de la independencia, Shishakli luchó en un ejército árabe de voluntarios, conocido como el Ejército Árabe de Liberación, en la guerra árabe-israelí de 1948.
La derrota árabe en la guerra fue un factor causante del golpe militar dirigido por Husni al-Za'im, que tuvo lugar en 1949. Solo meses después de la ascensión de al-Za’im, que destruyó el débil sistema parlamentario sirio, al-Za’im fue derrocado por un grupo de oficiales vinculados al SSNP, incluido Shishakli y el antiguo camarada de Zaim, el coronel Sami al-Hinnawi, que dirigió la nueva junta militar.
Za’im había llevado previamente al dirigente del SSNP Antun Saadeh a las autoridades libanesas, que lo habían juzgado y ejecutado por pretender destruir el Estado moderno del Líbano. Se dice que, después del asesinato de Za’im, Shishakli arrancó la camisa ensangrentada de Za’im y se la llevó a la viuda de Saadeh, que aún estaba en Siria, diciéndole: “¡Hemos vengado su asesinato!”
Shishakli trabajó con Sami al-Hinnawi, el nuevo gobernante de facto de Siria que rehusó asumir el poder para sí mismo y que, en su lugar, restauró el sistema parlamentario sirio. Hinnawi se convirtió en jefe de Estado Mayor del Ejército sirio. Un veterano nacionalista, Hashim al-Atassi, que había sido presidente en los años 30, fue nombrado primer ministro, y después en presidente de Siria. Atassi quería crear una unión con el Irak hachemí, a lo que Shishakli se oponía fuertemente, reivindicando que Hinnawi estaba detrás del sentimiento prohachemí en Siria.

## La toma del poder
En diciembre de 1949, Shishakli lanzó otro golpe, el tercero aquel año, arrestando a Hinnawi para romper la influencia hachemí en Siria, pero manteniendo a Atassi en su puesto. Después ordenó el asesinato del coronel Mohammad Nasser, el comandante de la Fuerza Aérea, porque amenazaba la popularidad de Shishakli en el Ejército sirio. Todo esto debilitó enormemente a los elementos unionistas en Siria pero estos continuaron trabajando por la unión con el Irak hachemí a través del primer ministro, Nazim al-Kudsi.
Shishakli estableció la condición de que cualquier Gobierno tenía que incluir a su mano derecha, Fawzi Selu, como ministro de Defensa, para reprimir la influencia hachemí en el Gobierno sirio. Cuando el primer ministro Maarouf al-Dawalibi, un político proiraquí de Alepo, rehusó esta exigencia, Sishakli respondió el 28 de noviembre de 1951 arrestando a Dawalibi y todo su gabinete. También había arrestado a todos los políticos proiraquíes de Siria, incluidos los dirigentes del Partido Popular, Nazim al-Kudsi y Rushdi al-Kikhya. Como protesta, Atassi dimitió del Gobierno y se trasladó a la oposición. Satisfecho de haberse deshecho de este obstinado nacionalista, que rechazaba la intervención militar en asuntos políticos, Sishakli hizo primer ministro, ministro de Defensa y jefe de Estado a su camarada Selu, el jefe del Estado Mayor del Ejército. Pero en realidad, Selu no era más que un figurín. El verdadero poder estaba en manos de Adib al-Shishakli.

## Shishakli en el poder
Shishakli disolvió entonces todos los partidos políticos para regresar a un régimen militar. Prohibió una serie de periódicos y proscribió todos los periódicos que no fuesen pro-Shishakli. Entre los que sufrieron persecución bajo este régimen estaban el Partido Nacional de Damasco, el Partido Popular de Alepo, el Partido Comunista Sirio, el Partido Baaz Árabe Socialista, y la Hermandad Musulmana en Siria. Desterró a los dirigentes baaz Akram al-Hawrani, Michel Aflaq y Salah Bitar a Líbano, donde después trabajaron activamente contra su régimen.
Era un experto orador y se apoyó enormemente en la radio para transmitir sus discursos a la población siria. En agosto de 1952, estableció un partido gubernamental oficial, el Movimiento de Liberación Árabe, pero fue boicoteado por poderosos representantes de la sociedad política civil, tales como Hashim al-Atassi. El partido era progresivo y aceptaba mujeres dentro de sus filas. Llamaba a un grado limitado de socialismo. Algunos decían que se veía a sí mismo como “un César árabe”. A mediados de 1953 Shishakli convocó unas elecciones para hacerse presidente, pero para entonces estaba afrontando una disidencia creciente.

## Relaciones exteriores
Como líder de Siria, Shishakli buscó buenas relaciones con los países occidentales, pero mantuvo la inflexible postura de Siria hacia Israel. Las relaciones sirias con las monarquías hachemíes de Jordania e Irak fueron pobres durante esta presidencia, pero también desconfió de la rápida extensión del nasserismo. Muchos creen que la revolución del Movimiento de Oficiales Libres de Nasser en Egipto había sido modelada después de los propios golpes de Shishakli de 1949 y 1951. Shishakli desarrolló fuertes relaciones con el rey Ibn Saud de Arabia Saudí, su hijo, el rey Saud bin Abdelaziz, y el rey Talal de Jordania.
A Shishakli le gustaba enormemente el rey Talal que decía que no tenía ninguna ambición en Siria, a diferencia de su padre el rey Abd Allah I. A pesar de su actitud prooccidental y su trasfondo familiar, Shishakli reconoció los deseos de la mayoría árabe y en consecuencia adoptó una política de panarabismo. Chocó frecuentemente con la minoría drusa de mentalidad independiente a causa del monte Jabal al-Druze, acusándolos de querer tumbar su régimen utilizando fondos de Jordania. En 1954, recurrió al bombardeo de posiciones drusas para sofocar la resistencia a su régimen.
Sus relaciones con Gran Bretaña y los Estados Unidos fueron mixtas. Gran Bretaña cortejó a Shishakli durante el primer periodo de su régimen con la esperanza de que Siria se uniría a los planes de una organización de defensa de Oriente Medio dirigida por los británicos. Los Estados Unidos ofrecieron a Shishakli considerables sumas de dinero para establecer refugiados palestinos en Siria y convertirlos en sirios. Shishakli, aunque tentado por estas ofertas de armas y dinero occidentales, no las aceptó. La situación palestina había deteriorado el punto de vista sirio sobre Occidente. Siria prefirió la venganza mejor que aceptar la derrota y reparar las dañadas relaciones de Siria con Occidente y hacer la paz con Israel.

## Caída
Artículo principal: Golpe de Estado sirio de 1954
Shishakli también había arrestado a muchos oficiales activos del Ejército sirio, incluido el joven Adnan al-Malki, un destacado baazista. Se había celebrado la conferencia anti-Shishakli más grande en casa de Atassi en Homs. Dirigiendo el movimiento anti-Shishakli se encontraban el antiguo presidente Atassi y el veterano dirigente druso Sultán al-Atrash. Shishakli había respondido arrestando a Atassi y a los hijos de Atrash, Adnan y Mansur (ambos eran políticos de categoría en Siria).
El descontento creciente condujo finalmente a otro golpe, en el que Shishakli fue derrocado en febrero de 1954. Entre los conspiradores se incluían miembros del Partido Comunista Sirio, oficiales drusos y miembros del Partido Baaz Árabe Socialista. Pudo haber tenido respaldo iraquí.
Cuando la insurgencia alcanzó su cúspide, Shishakli retrocedió, rehusando arrastrar a Siria a la guerra civil. Voló a Líbano, pero cuando el dirigente druso Kamal Jumblatt amenazó con matarlo, voló a Brasil. Antes de la unión entre Siria y Egipto en 1958, Shishakli especuló con la idea de regresar a Siria para lanzar un golpe de Estado, utilizando fondos provistos por Irak. El golpe fue frustrado por la inteligencia siria y Shishakli fue sentenciado a muerte in absentia.
El 27 de septiembre de 1964, Shishakli fue asesinado en Ceres (Brasil) por Nawaf Ghazaleh, un druso sirio que buscaba venganza para sus padres que habían muerto dejándolo huérfano durante el bombardeo de Jabal al-Druze. El druso se acercó a Shishakli y le preguntó si regresaría a Siria si le diesen un indulto presidencial a lo que Shishakli respondió afirmativamente tras lo cual, sacó su arma y le dijo que sus padres eran mártires y le disparó cuatro balas. El cuerpo fue enterrado a su ciudad natal, por su parte, Nawaf fue condenado a tan solo 5 años de prisión y murió en noviembre de 2005 en Brasil.
Adib Shishakly es su nieto y un miembro activo de la Oposición siria.